# Карл фон Клаузевіц
Карл Філі́п Ґо́тліб фон Кла́узевіц (нім. Carl Philipp Gottlieb von Clausewitz; 1 липня 1780 — 16 листопада 1831) — прусський генерал, військовий реформатор та військовий теоретик.
Відомий завдяки незавершеній праці «Про війну» (нім. Vom Kriege), присвяченій питанням теорії війни. Розроблені ним теорії про стратегію, тактику, та філософію мали великий вплив на розвиток військової думки в країнах заходу. Його теорії досі викладають у військових академіях та знаходять широке застосування, навіть в керуванні підприємствами та маркетингу.
На його честь названо астероїд 12873 Клаузевіц.

## Життєпис

### Дитинство
Клаузевіц народився в родині податківця Фрідріха Габріеля Клаузевіца 1 липня 1780 року в місті Бург (неподалік Магдебурга). За його власними спогадами, родина належала до місцевої аристократії у Верхній Сілезії. Цілком імовірно, що його прадід взяв прізвище «фон Клаузевіц» у безладі Тридцятирічної війни. Дід, Бенедикт Готліб Клаузевіц, був цивільним вчителем богослов'я в університеті Галле. Хоча батько був звільнений з армії через нешляхетне походження, а прохання про відновлення на службі було відхилене самим Фрідріхом Великим, Карл з братами поступили на службу до прусської армії вже як аристократи. Тепер, однак, помер Фрідріх Великий. Офіційне визнання Карла і трьох його братів у середовищі дворянства відбулось у 1827 році, тоді він вже мав звання генерал-майора і одружився з придворною дамою.
Старший брат Карла, Вільям Бенедикт фон Клаузевіц, мав звання генерал-майора.
До 12-років Карл мав дуже обмежену підготовку в місцевій гімназії. Завдяки добрим зв'язкам батька, який служив офіцером прусської армії під час Семирічної війни, його син на початку літа 1792 року зміг потрапити до 34 піхотного полку, де він став прапорщиком. Аби Карл здавався дорослішим, родині довелось вказати ранішу дату народження — 1 червня.

### Роки служби

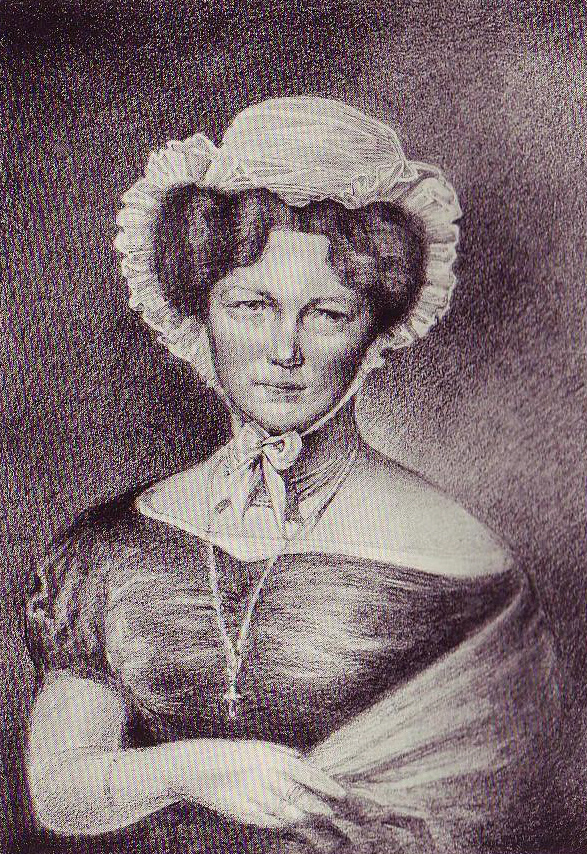
Дружина Карла, Марія фон Клаузевіц (1779—1836), літографія.

У 1793 році полк вступив до Війни першої коаліції, де у віці 13 років Клаузевіц здобув перший військовий досвід в окопах при облозі Майнца. Потім був тривалий шлях на Рейн, поки Базельський мирний договір не завершив війну для Пруссії. Полк повернувся до гарнізону в Нойруппіні. У 1796—1801 роки Клаузевіц мав час присвятити себе навчанню. Тут він читав сучасну літературу про Велику французьку революцію, військову справу, політику, також відвідував лекції з логіки та етики.
Завдяки найкращим рекомендаційним листам у жовтні 1801 року Клаузевіц серед перших учнів поступив до щойно створеної Ґергардом Шарнгорстом військової школи в Берліні. Тут на нього мали великий вплив ідеї Шарнгорста, котрий вже усвідомив взаємозв'язок між політикою і війною. Тут Клаузевіц ознайомився і з працями Іммануїла Канта та основами його філософської системи. Будучи членом щойно створеного «Військового товариства» (нім. Militärische Gesellschaft), форуму для дискусій прусських офіцерів, він зіткнувся з актуальними питаннями тогочасної військової справи. Як свідчить неопублікований рукопис, нині відомий як «стратегія 1804 року» нім. Strategie von 1804, вже тоді він замислився про написання книжок на військову тематику. У 1804 році Клаузевіц завершив навчання найуспішніше у своєму класі і поступив на службу ад'ютантом принца Августа Прусського. Таким чином, він мав доступ до двору та вищого суспільства, де він познайомився зі своєю майбутньою дружиною Марі фон Брюль.
1805 року в журналі «Нова Беллона» (нім. Neue Bellona) була надрукована анонімна стаття з критикою військового письменника Адама фон Бюлова, вона вважається першою відомою публікацією Клаузевіца. Стаття мала назву «Нотатки про чисту і прикладну стратегію пана фон Бюлова, або критика її поглядів» (нім. Bemerkungen über die reine und angewandte Strategie des Herrn von Bülow oder Kritik der darin enthaltenen Ansichten"). Ця стаття піддавала критиці працю Дитріха фон Бюлова, брата переможця під Денневіцем, видана в 1799 році та відому за скороченою назвою «Нова військова система» (нім. Das neue Kriegssystem).
Звернувши на себе увагу Шарнгорста, в поході 1806 року був ад'ютантом принца Августа Прусського і разом з ним був захоплений у полон.
Після укладення Тільзітського миру Клаузевіц повернувся в Берлін і в чині майора призначений у військове міністерство, де служив під керівництвом Шарнгорста.
У 1810 р. він одружився з Марією Софією фон Брюль.
У 1810—1812 роках Клаузевіц викладав військові науки спадкоємцю принцу, згодом королю Пруссії Фрідріху Вільгельму IV. Пізніше він вивчав філософію в Берліні у професора Кізеветтера (кантовської школи), сліди діалектичних прийомів якого помітні в теоретичних працях Клаузевіца.
У 1812 р. перейшов на російську службу. На цей час припадає складання його записки про небезпеку союзу з Францією, що з'явилася вперше в «Leben Gneisenaus» Перця.
Спочатку Клаузевіц був призначений до Карла Пфуля, після видалення Пфуля він був переведений в ар'єргард до графа Палена, в складі якого брав участь у бою під Вітебськом. Потім служив у корпусі Уварова, під час Бородінської битви брав участь у рейді на французький фланг у російській військовій формі. Не знаючи російської мови, він не міг командувати загонами військовослужбовців. Тому в бою він брав участь як рядовий воїн, з шаблею в руках показуючи приклад тим, хто йшов услід за ним.
Після цього переведений до Риги до маркіза Паулуччі, звідки попросився в 1-й корпус Вітгенштейна. Коли Йорк вступив у переговори з росіянами, Дибич доручив ведення їх Клаузевіцу, який сприяв укладенню Таурогенської конвенції. Будучи безпосереднім учасником багатьох подій війни, він залишив мемуари, що є цінним джерелом для дослідників.
Потім він приготував план освіти східно-прусського ландвера, по ідеї Шарнгорста. У 1813 р. був начальником штабу в корпусі Вальмодена. Під час перемир'я, за наполяганням Гнейзенау, написав «Übersicht des Feldzugs von 1813 bis zum Waffenstillstande».
У 1814 р. повернувся до прусської армії в чині полковника. У 1815 р. був призначений на начальника штаба 3-го армійського корпусу. Взяв участь у кампанії «Ста днів». Воював при Ліньї і при Ваврі. При Ваврі 3-й корпус, відступаючи, притягнув до себе корпус Груші і тим сприяв поразці Наполеона при Ватерлоо. За відмінності в кампанії проти Наполеона імператор Олександр I 23 січня 1817 р. нагородив Клаузевіця орденом Св. Георгія 4-го ступеня (№ 3304 за Кавалерським списком Григоровича — Степанова) і нагородив його золотою зброєю «За хоробрість».
У 1818 р. отримав звання генерал-майора і був призначений директором Прусської військової академії, де і викладав протягом наступних 12 років. У 1831 р., при виступі прусських військ на польський кордон під час польського повстання, був призначений на начальника штабу при фельдмаршалі графі фон Гнейзенау.

### Смерть
Помер у віці 52 років 16 листопада 1831 року в Бреслау від холери.

## Основи теорії Клаузевіца

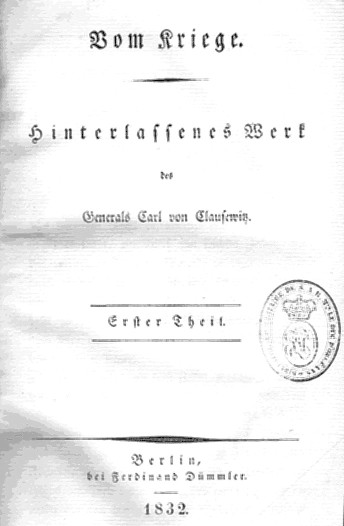
Обкладинка оригінального видання книги «Про війну», 1832 рік.

### Загальні ідеї
На думку Клаузевіца, теорія війни не може служити конкретним керівництвом до дій для генералів. Натомість, він прагнув знайти загальні принципи, які випливають із вивчення історії та висновків на основі логіки. Він весь час намагався перевіряти відкриті принципи на реальному історичному досвіді. Він вважав, що військові кампанії мало пристосовані до планування, оскільки непередбачувані події та чинники, так звані «тертя», через кілька днів зроблять марним навіть найретельніший план. На думку Клаузевіца, воєначальник має бути здатний ухвалювати рішення в умовах обмеженого часу та браку повної і достовірної інформації, оскільки, на його думку, «туман війни» спотворює або приховує «три чверті того, на основі чого побудована військова кампанія».

## Праці
- (рос.)Клаузевиц К.,. О войне. — М. : Госвоениздат, 1934.; перевидання: М.: Эксмо, 2007. — ISBN 978-5-699-24697-7
- (рос.)Клаузевиц К.,. 1812. — М. : Государственное издательство Наркомата Обороны Союза ССР, 1937.; перевидання: 2004.
- Bemerkungen über die reine und angewandte Strategie des Herrn von Bülow oder Kritik der darin enthaltenen Ansichten, анонімна стаття в газеті Neue Bellona (1805).
- Strategie (1804—1809). Цей рукопис був знайдений в 1930-ті роки та надрукований в: Eberhard Kessel (Hrsg.): Carl von Clausewitz — Strategie aus dem Jahr 1804, mit Zusätzen von 1808 und 1809, Hamburg 1937.
- Historische Briefe über die großen Kriegsereignisse im Oktober 1806 (1807/08), окремі частини були передруковані в: Gerhard Förster (Hrsg.): Carl von Clausewitz — Ausgewählte militärische Schriften, Berlin 1981, S. 46-75.
- Bekenntnisschrift von 1812 (1812), передруковано в: Gerhard Förster (Hrsg.): Carl von Clausewitz — Ausgewählte militärische Schriften, Berlin 1981, S. 140—215.
  - (рос.) Клаузевиц К., 1812, (Москва, Государственное издательство Наркомата Обороны Союза ССР, 1937);
 перевидано Клаузевиц К. 1812. — М. : Захаров, 2004. — 256 с. — ISBN 5-8159-0407-4.
- Nachrichten über Preußen in seiner größten Katastrophe (1823/24), окремі частини передруковані в: Gerhard Förster (Hrsg.): Carl von Clausewitz — Ausgewählte militärische Schriften, Berlin 1981, S. 76-124.
- Vom Kriege, Із посмертних праць генерала Карла фон Клаузевіца, томи 1-3, bei Ferdinand Dümmler, Berlin 1832—1834 (hrsg. von Marie von Clausewitz), в інтернеті [Архівовано 6 вересня 2013 у Wayback Machine.]
  - (рос.) Клаузевиц К., «О войне» (Москва, Госвоениздат, 1934);
перевидання 2007 року: М.:Эксмо, СПб: Мидгард. ISBN 978-5-699-24697-7;
- Der Feldzug von 1796 in Italien, Із посмертних праць генерала Карла фон Клаузевіца, том 4, в Ferdinand Dümmler, Berlin 1833 (hrsg. von Marie von Clausewitz).
- Die Feldzüge von 1799 in Italien und der Schweiz, Із посмертних праць генерала Карла фон Клаузевіца, том 5-6, bei Ferdinand Dümmler, Berlin 1833—1834 (hrsg. von Marie von Clausewitz).
- Der Feldzug von 1812 in Russland, der Feldzug von 1813 bis zum Waffenstillstand und der Feldzug von 1814 in Frankreich, Із посмертних праць генерала Карла фон Клаузевіца, том 7, bei Ferdinand Dümmler, Berlin 1835 (hrsg. von Marie von Clausewitz).
- Der Feldzug von 1815 in Frankreich, Із посмертних праць генерала Карла фон Клаузевіца, том 8, bei Ferdinand Dümmler, Berlin 1835 (hrsg. von Marie von Clausewitz).
- Strategische Beleuchtung mehrerer Feldzüge von Gustav II. Adolf (Schweden), Henri de La Tour d'Auvergne, vicomte de Turenne, Luxemburg und andere historische Materialien zur Strategie, Із посмертних праць генерала Карла фон Клаузевіца, том 9, bei Ferdinand Dümmler, Berlin 1837 (hrsg. von Marie von Clausewitz).
- Strategische Beleuchtung mehrerer Feldzüge von Johann III. Sobieski, Burkhard Christoph von Münnich, Friedrich II. (Preußen) und dem Herzog Karl Wilhelm Ferdinand (Braunschweig-Wolfenbüttel) und andere historische Materialien zur Strategie, Із посмертних праць генерала Карла фон Клаузевіца, том 10, bei Ferdinand Dümmler, Berlin 1837 (hrsg. von Marie von Clausewitz).
- Strategie aus dem Jahre 1804, mit Zusätzen von 1808 und 1809 [праця 24-річного учня Шарнхорста], видано E. Kessel. Hamburg, Hanseat. Verlags-Anstalt, 1937.
- Ausgewählte Briefe an Marie von Clausewitz und an Gneisenau, Verlag der Nation, Berlin 1953

## Переклади українською
Карл фон Клаузевіц. Природа війни; пер. Руслан Герасимов — Харків: Vivat, 2018. — 416 с.